# Jardín Botánico de la Cortijuela

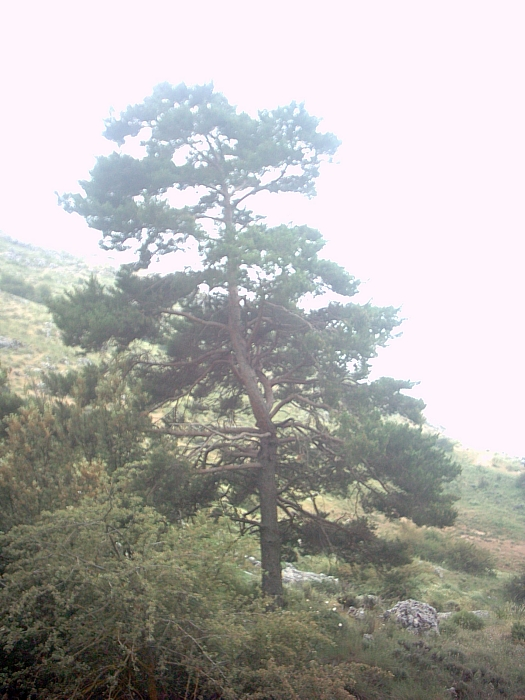
Lokale Waldkiefer (Pinus sylvestris subsp. nevadensis) in La Cortijuela

Der Jardín Botánico de La Cortijuela ist ein 1965 eingerichteter, 12,4 Hektar großer Botanischer Garten im Nationalpark Sierra Nevada, der von der andalusischen Regierung und der Universität Granada verwaltet wird; er gehört zum Red Andaluza de Jardines Botánicos. Aufgabe der Einrichtung ist Schutz, Erhalt und Erforschung der Flora der Sierra Nevada und der hier heimischen über 60 Endemiten.
Der Park befindet sich im Cerro del Trevenque auf ca. 1600 m Höhe und kann von der Straße, die Granada mit der Skistation der Sierra Nevada verbindet, zu Fuß oder mit einem geländegängigen Auto erreicht werden. Als Empfangs- und Informationszentrum dient ein umgebauter Cortijo (südspanischer Hof); zudem verfügt die Einrichtung über Gewächshäuser zur Pflege gefährdeter oder empfindlicher Pflanzen, darunter die seltene autochthone Narcissus nevadensis.
Durch den Botanischen Garten führen verschiedene Wanderpfade, die zudem mit verschiedenen Wanderwegen durch die Sierra Nevada verbunden sind.

## Sammlungen
Der Botanische Garten de La Cortijuela beherbergt verschiedene Baumansammlungen, darunter vorgefundene Arten wie die lokale Waldkiefer (Pinus sylvestris subsp. nevadensis) und Neuanpflanzungen wie Pinus sylvestris. Im Unterwuchs sind Pflanzen wie Pfingstrosen (Art Paeonia coriacea), Lavendelblättriger Salbei (Salvia lavandulifolia), Stinkende Nieswurz (Helleborus foetidus) und die Echte Bärentraube (Arctostaphylos uva-ursi) verbreitet.
An den zwei Bächen im Inneren des Gebiets finden sich u. a. Feldulmen neben Rossminze (Mentha longifolia) und anderen für Wasserläufe typischen Gewächsen. Im Gewächshaus werden gefährdete und seltene Arten gepflegt.